# Ruizia cordata
Ruizia cordata är en malvaväxtart som beskrevs av Antonio José Cavanilles. Ruizia cordata ingår i släktet Ruizia och familjen malvaväxter. Inga underarter finns listade i Catalogue of Life.

## Bildgalleri

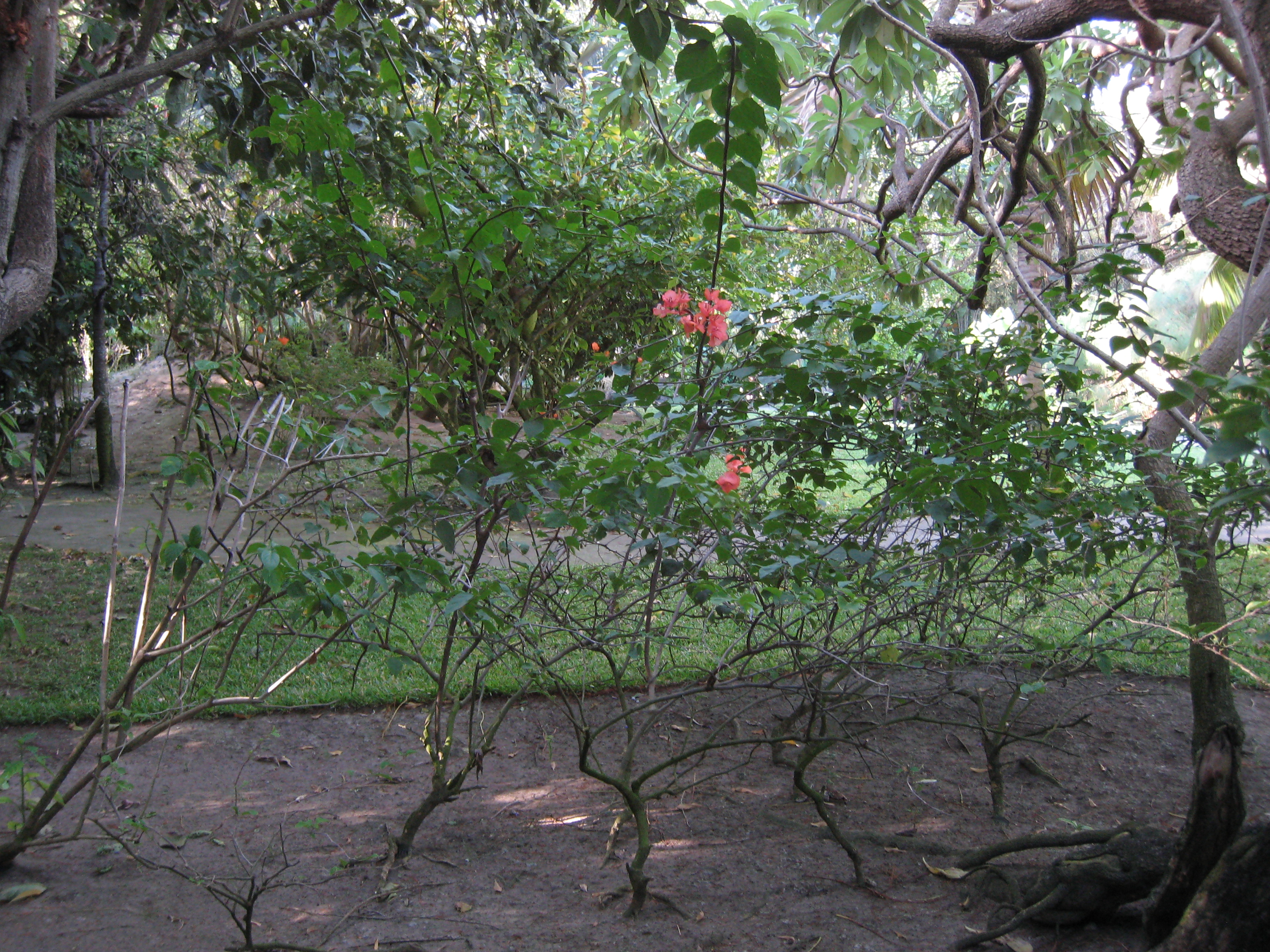
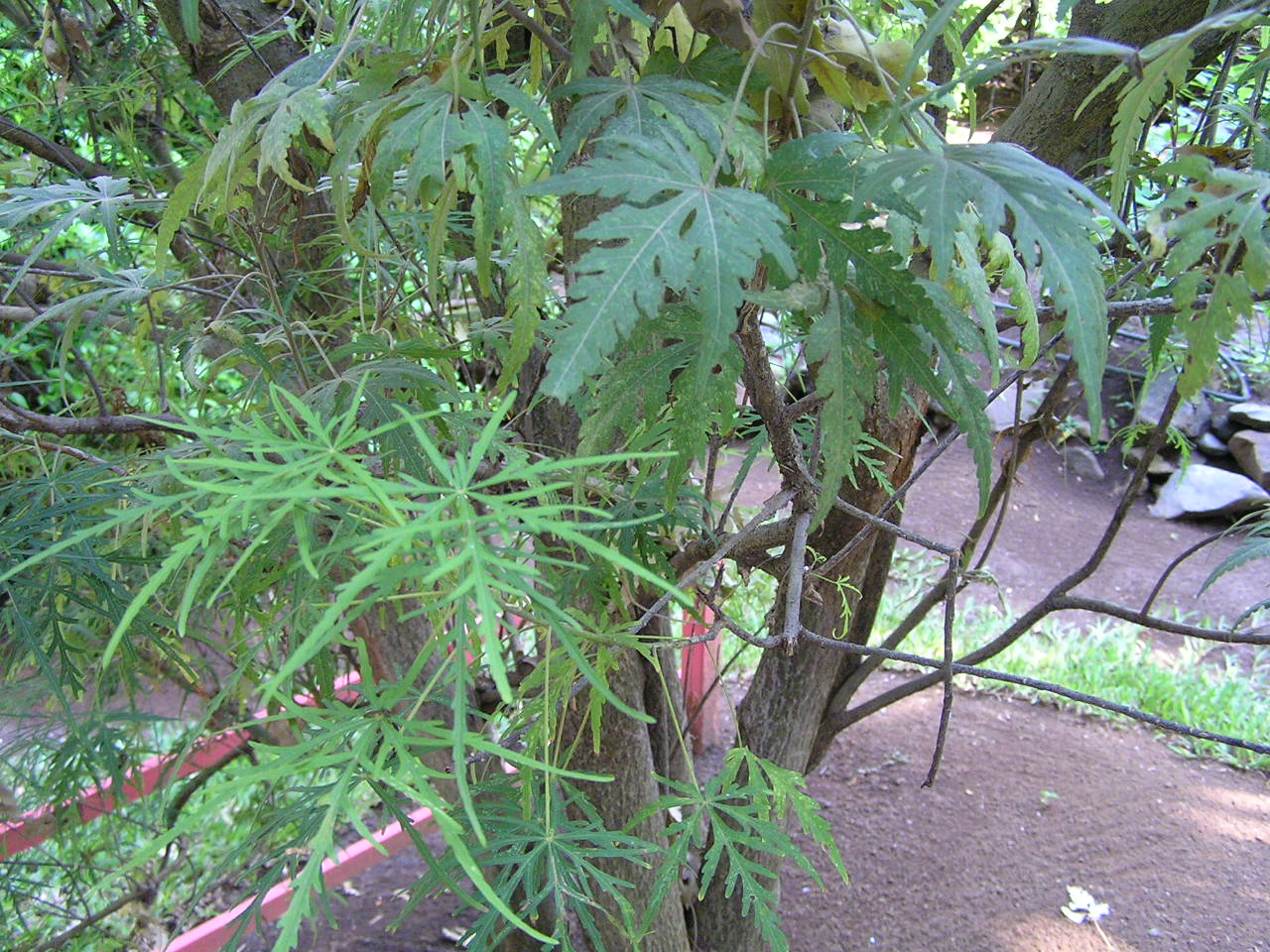
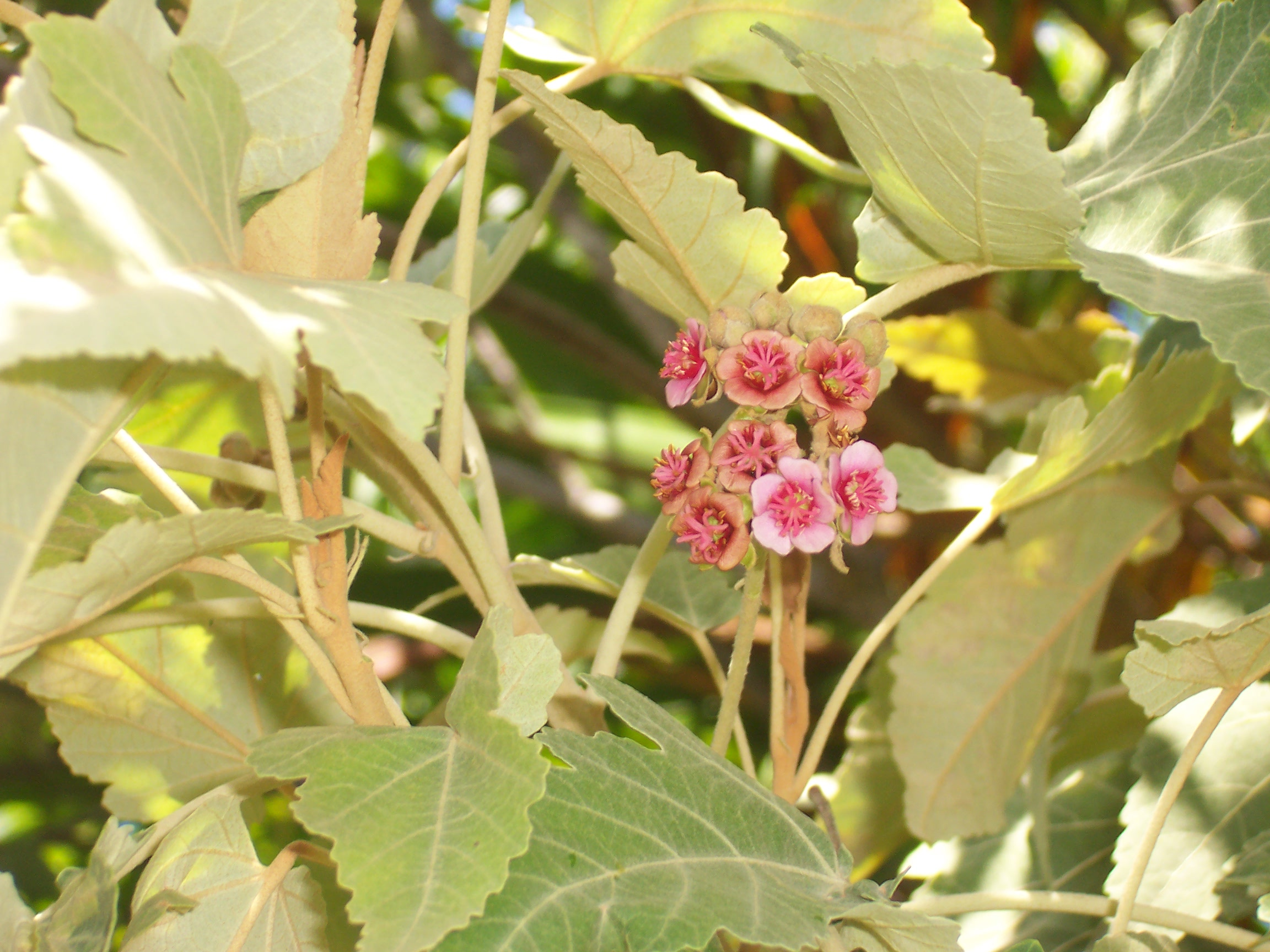
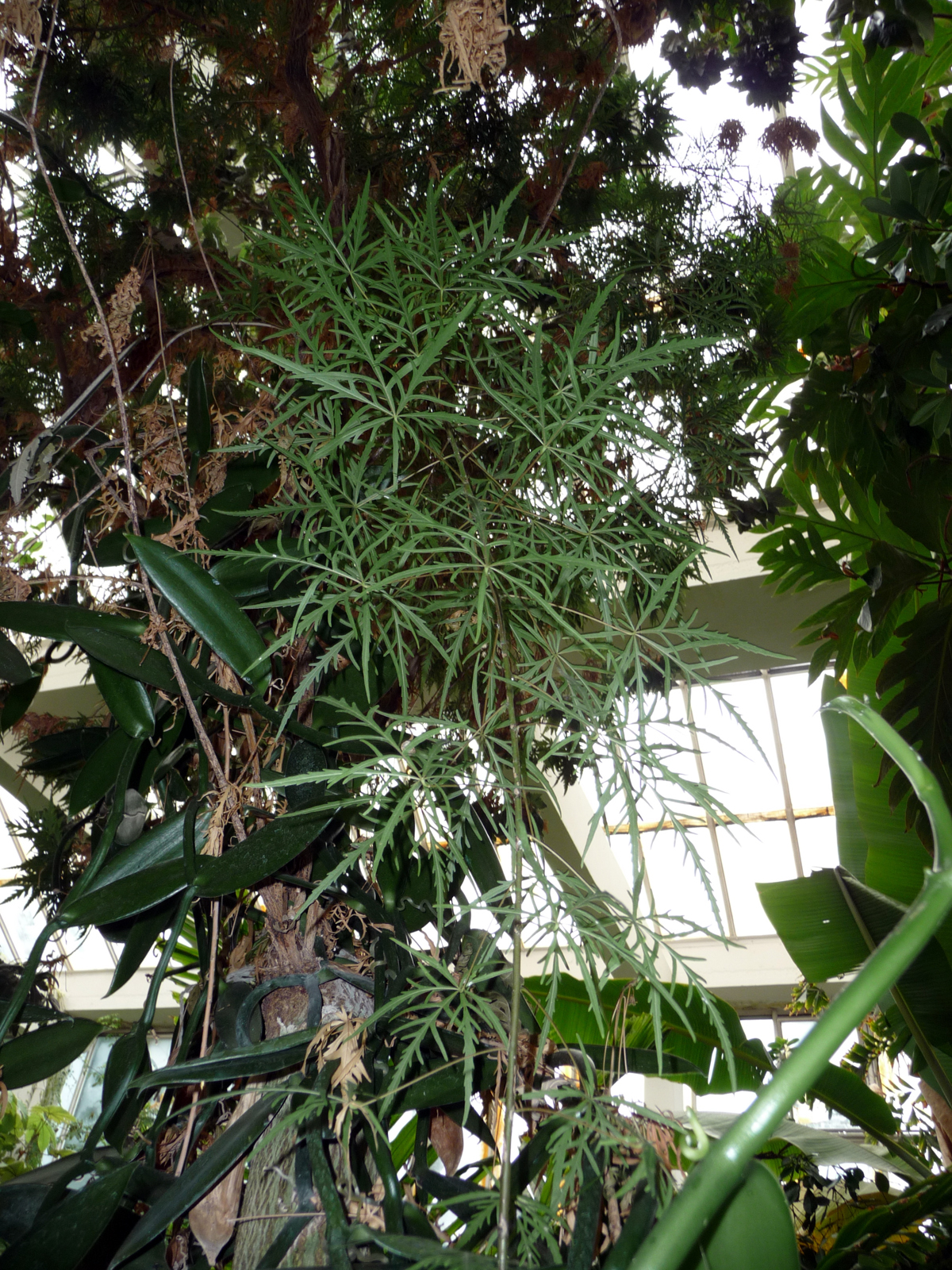
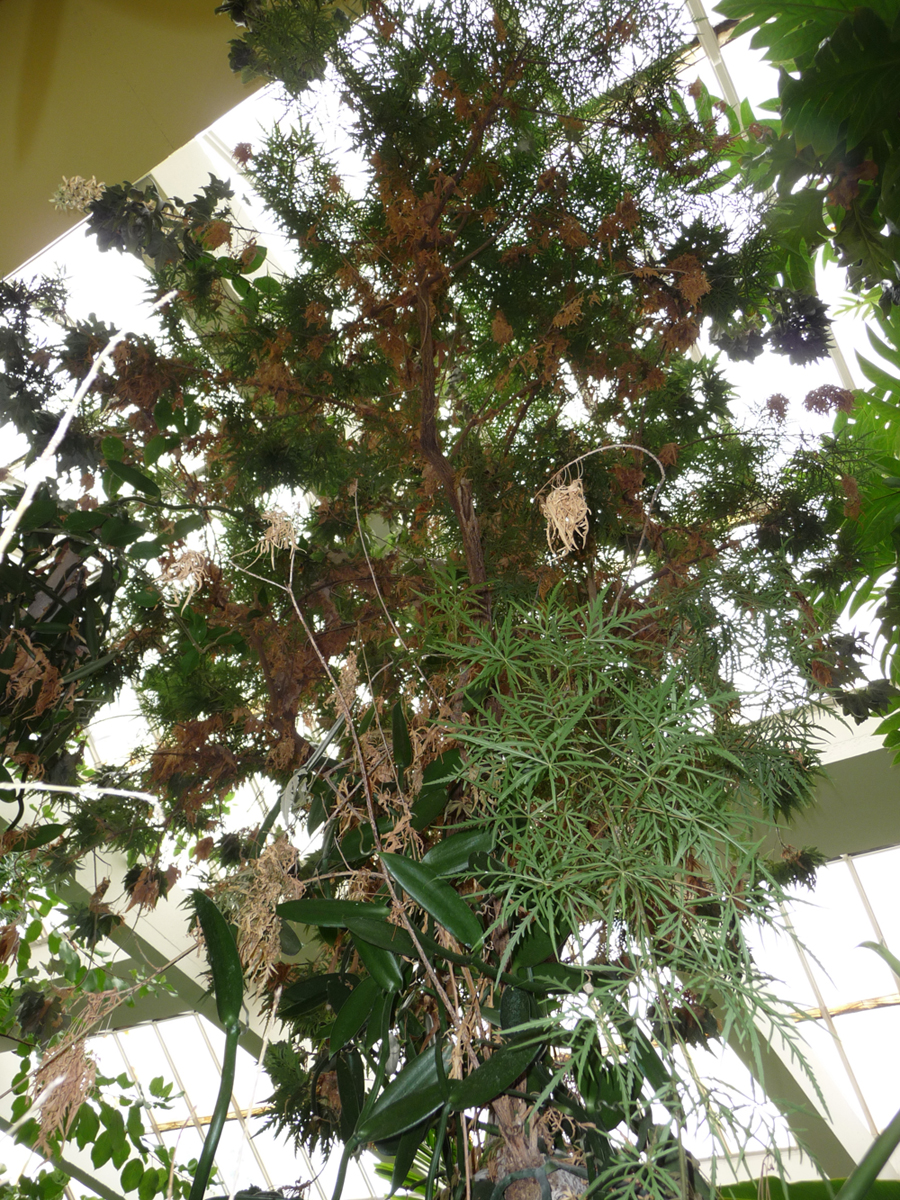